# Unforgettable
Unforgettable är en amerikansk TV-serie som började sändas 2011.
Serien handlar om polisen Carrie Wells (Poppy Montgomery) som har ett extraordinära minne (ett tillstånd som kallas hypertymesi), något som innebär att hon kommer ihåg allt som hänt henne. Hon och kollegan Al Burns (Dylan Walsh) arbetar på brottsroteln på New York City Police Department (NYPD).
Serien startades av TV-bolaget CBS, som sedan lade ner programmet efter säsong tre. Prouktionsbolaget A&E tog upp serien igen för en fjärde säsong, men det blev också seriens sista säsong.

## Rollista
| Skådespelare        | Namn                  | Titel              | Säsonger      | Säsonger      | Säsonger      | Säsonger      |
| Skådespelare        | Namn                  | Titel              | 1             | 2             | 3             | 4             |
| ------------------- | --------------------- | ------------------ | ------------- | ------------- | ------------- | ------------- |
| Poppy Montgomery    | Carrie Wells          | Polis (Detektiv)   | Huvudkaraktär | Huvudkaraktär | Huvudkaraktär | Huvudkaraktär |
| Dylan Walsh         | Al Burns              | Kommissarie        | Huvudkaraktär | Huvudkaraktär | Huvudkaraktär | Huvudkaraktär |
| Kevin Rankin        | Roe Sanders           | Polis (Detektiv)   | Huvudkaraktär |               |               |               |
| Michael Gaston      | Mike Costello         | Polis (Detektiv)   | Huvudkaraktär |               |               |               |
| Daya Vaidya         | Nina Inara            | Polis (Detektiv)   | Huvudkaraktär |               |               |               |
| Jane Curtin         | Joanne Webster        | Obducent           | Huvudkaraktär | Huvudkaraktär | Huvudkaraktär |               |
| Dallas Roberts      | Eliot Delson          | Specialpolis, chef |               | Huvudkaraktär | Huvudkaraktär | Gästkaraktär  |
| Tawny Cypress       | Cherie Rollins-Murray | Polis (Detektiv)   |               | Huvudkaraktär | Huvudkaraktär |               |
| James Hiroyuki Liao | Jay Lee               | Polis (Detektiv)   |               | Huvudkaraktär | Huvudkaraktär | Huvudkaraktär |
| Alani Anthony       | Delina Michaels       | Obducent           |               |               |               | Huvudkaraktär |
| E.J. Bonilla        | "Denny" Padilla       | Polislärling       |               |               |               | Huvudkaraktär |
| Kathy Najimy        | Sandra Russo          | Polischef          |               |               |               | Huvudkaraktär |

## Hypertymesi
Diagnosen hypertymesi, som seriens huvudperson Carrie Wells har, innebär att en person har en extraordinär förmåga att minnas vad personen gjort bakåt i tiden, vilket gör att en sådan person kan komma ihåg, i detalj, vad de sett och upplevt. Diagnosen är mycket ovanlig.

## Säsonger och avsnitt
| Säsong | Säsong | Avsnitt | Originalsändningar | Originalsändningar | Originalsändningar |                    |
| Säsong | Säsong | Avsnitt | Första avsnittet   | Sista avsnittet    | TV-bolag           | Tittare (miljoner) |
| ------ | ------ | ------- | ------------------ | ------------------ | ------------------ | ------------------ |
|        | 1      | 22      | 20 september 2011  | 8 maj 2012         | CBS                | 12.11              |
|        | 2      | 13      | 28 juli 2013       | 9 maj 2014         | CBS                | 9.05               |
|        | 3      | 13      | 29 juni 2014       | 14 september 2014  | CBS                | TBA                |
|        | 4      | 13      | 27 november 2015   | 22 januari 2016    | A&E                | TBA                |